# Presseportal
Presseportale sind Websites, die auf das Veröffentlichen von Pressemitteilungen spezialisiert sind. Sie informieren somit die Allgemeinheit und speziell Journalisten über Aussagen, Dementis, Ereignisse, Produkte und Veranstaltungen. Presseportale werden von Institutionen oder Unternehmen, häufig auch durch PR-Agenturen mit Pressemitteilungen bestückt.

## Bedeutung
Presseportale erhöhen die Präsenz von Pressemitteilungen im Internet. Die Bedeutung und Reichweite der einzelnen Presseportale ist unterschiedlich. Sie hängt davon ab, welche Relevanz das Portal für die jeweiligen Zielgruppen hat. Neben allgemeinen Presseportalen existieren auch sehr spezielle Branchenportale, zum Beispiel für die Touristik, für die Gesundheitsindustrie oder für die IT-Branche. Zudem ist wichtig, wie lange der Anbieter bereits am Markt und wie etabliert das Portal ist.
Im Vergleich zu klassischen Pressediensten beschränkt sich die Reichweite nicht auf Journalisten, sondern umfasst alle Internet-Nutzer. Presseportale gelten somit als wichtiger Bestandteil der Online-PR.

## Zielgruppen
Ziel der Veröffentlichung von Pressemitteilungen ist es, ein möglichst großes Publikum auf die Inhalte der Pressemitteilung aufmerksam zu machen. Folgende Zielgruppen können mit Hilfe von Presseportalen bedient werden:
- Journalisten, Redakteure und Pressestellen
- Kunden und Konsumenten von Dienstleistungen und Produkten

## Finanzierung

### Kostenpflichtige Presseportale
Klassische Pressedienste bzw. Presseagenturen verbreiten ihre Pressemitteilungen auf eigenen Presseportalen. Diese sind eine Erweiterung ihrer klassischen Verteilerdienste über E-Mail, Wire-Service oder Satellit. Das Einstellen von Pressemitteilungen ist mit Kosten verbunden.
Da, im Gegensatz zu den kostenfreien Presseportalen, Pressemitteilungen zusätzlich über mehrere Verteilerdienste so wie über direkte Kontakte zu den Medien und akkreditierten Journalisten und Redakteuren verbreitet werden, ist eine Verbreitung nicht nur auf das Internet beschränkt.

### Kostenfreie Presseportale
Bei kostenfreien Presseportalen handelt es sich meist um Publikationsportale, bei denen das Einstellen von Pressemitteilungen kostenlos ist. Finanziert wird solch ein Portal über Werbung innerhalb der Website. Im Vergleich zu klassischen, kostenpflichtigen Pressediensten beschränkt sich die Veröffentlichung der Pressemitteilungen meist auf das Portal und andere Online-Dienste wie bspw. Web-Feeds etc.

### Mischformen
Zwischen kostenfreien und kostenpflichtigen Presseportalen gibt es auch Mischformen, so dass eine Klassifizierung nicht immer ganz exakt ist.